# Another Sunny Day
Another Sunny Day fue una banda londinense de Indie pop, bajo el sello discográfico Sarah Records, conocida por el sencillo «You Should All Be Murdered», y por el sencillo cuyo título quizás tipifica los lanzamientos de Sarah Records, «I'm in Love with a Girl Who Doesn't Know I Exist». 
La banda fue formada por Harvey William en 1987. William había estado estudiando en el Politécnico Plymouth, pero abandonó su curso para seguir una carrera en la música.

## Discografía

### Sencillos
- «Anorak City» (flexi) (1988) Sarah
- «I'm in Love with a Girl Who Doesn't Know I Exist» (1988) Sarah (UK Indie #12)
- «Whats Happened» (1989) Sarah (UK Indie #19)
- «You Should All Be Murdered» (1989) Sarah (UK Indie #15)
- «Genetic Engineering» (1989) CAFF
- «Rio» (1990) sarah
- «New Year's Honours» (1992) Sarah